# Broumar
Broumar är en sjö i Tjeckien.   Den ligger i regionen Hradec Králové, i den nordöstra delen av landet, 120 km öster om huvudstaden Prag. Arean är 0,42 kvadratkilometer. Den sträcker sig 0,7 kilometer i nord-sydlig riktning, och 1,1 kilometer i öst-västlig riktning.